# Partido Popular da Comunidade Valenciana
O Partido Popular da Comunidade Valenciana  é a delegação valenciana do Partido Popular.
Após a sua fundação serviu de oposição nas Cortes Valencianas sob a liderança de Pedro Agramunt. No ano de 1993, e aquando da celebração do seu VI Congresso Regional, foi eleito como líder Eduardo Zaplana, que viria a ganhar as eleições de 1995 por maioria simples, acedendo à Presidência da Generalidade Valenciana após um pacto com a União Valenciana. A partir de 1999 consegue atingir a maioria absoluta, vindo a ampliá-la nas eleições posteriores. Em 2015, é o principal partido da oposição nas Cortes Valencianas em virtude da perda de metade dos seus votos e escanos, que possibilitou a formação de um governo de coligação entre os principais partidos de esquerda na Comunidade Valenciana.
O partido foi sacudido por diversas acusações de corrupção e financiamento ilegal. Esta situação levou à demissão de Francisco Camps da Presidência da Generalidade, e à investigação de diversos membros do partido, incluindo altos cargos, que nalguns casos chegaram a atingir a maioria dos seus representantes em diversas instituições políticas.

## Resultados
| Circunscrição/Ano | 1983 | 1987 | 1991 | 1995 | 1999 | 2003 | 2007 | 2011 | 2015 |
| Alicante          | 10   | 9    | 12   | 15   | 16   | 16   | 19   | 20   | 11   |
| Castelló          | 10   | 8    | 9    | 11   | 12   | 13   | 12   | 13   | 8    |
| Valência          | 12   | 8    | 10   | 16   | 21   | 19   | 23   | 22   | 12   |
| TOTAL             | 32   | 25   | 31   | 42   | 49   | 48   | 54   | 55   | 31   |